# Jambesari (Sumber Baru)
Jambesari is een bestuurslaag in het regentschap Jember van de provincie Oost-Java, Indonesië. Jambesari telt 4496 inwoners (volkstelling 2010).